# Прапор Петриківського району
Пра́пор Петрикі́вського райо́ну затверджений 7 серпня 2013 р. рішенням № 166-17/V сесії Петриківської районної ради.

## Опис
Прямокутне полотнище зі співвідношенням сторін 2:3 складається з трьох вертикальних смуг — зеленої, жовтої та синьої (співвідношення їхніх ширин дорівнює 10:1:30), у верхньому куті від древка — герб Петриківського району, оточений рослинним вінком та увінчаний Малим Державним гербом України.
Автор — А. І. Омельченко.
Комп'ютерна графіка — В. М. Напиткін.